# Langer See (Dahme)
Als Langer See wird ein etwa elf Kilometer langes Gewässer im Berliner Bezirk Treptow-Köpenick bezeichnet. Er ist ein typischer Rinnensee, der von der Dahme durchflossen wird und eine Fläche von 2,43 Quadratkilometern umfasst. Daraus ergibt sich eine durchschnittliche Breite von rund 200 Metern.

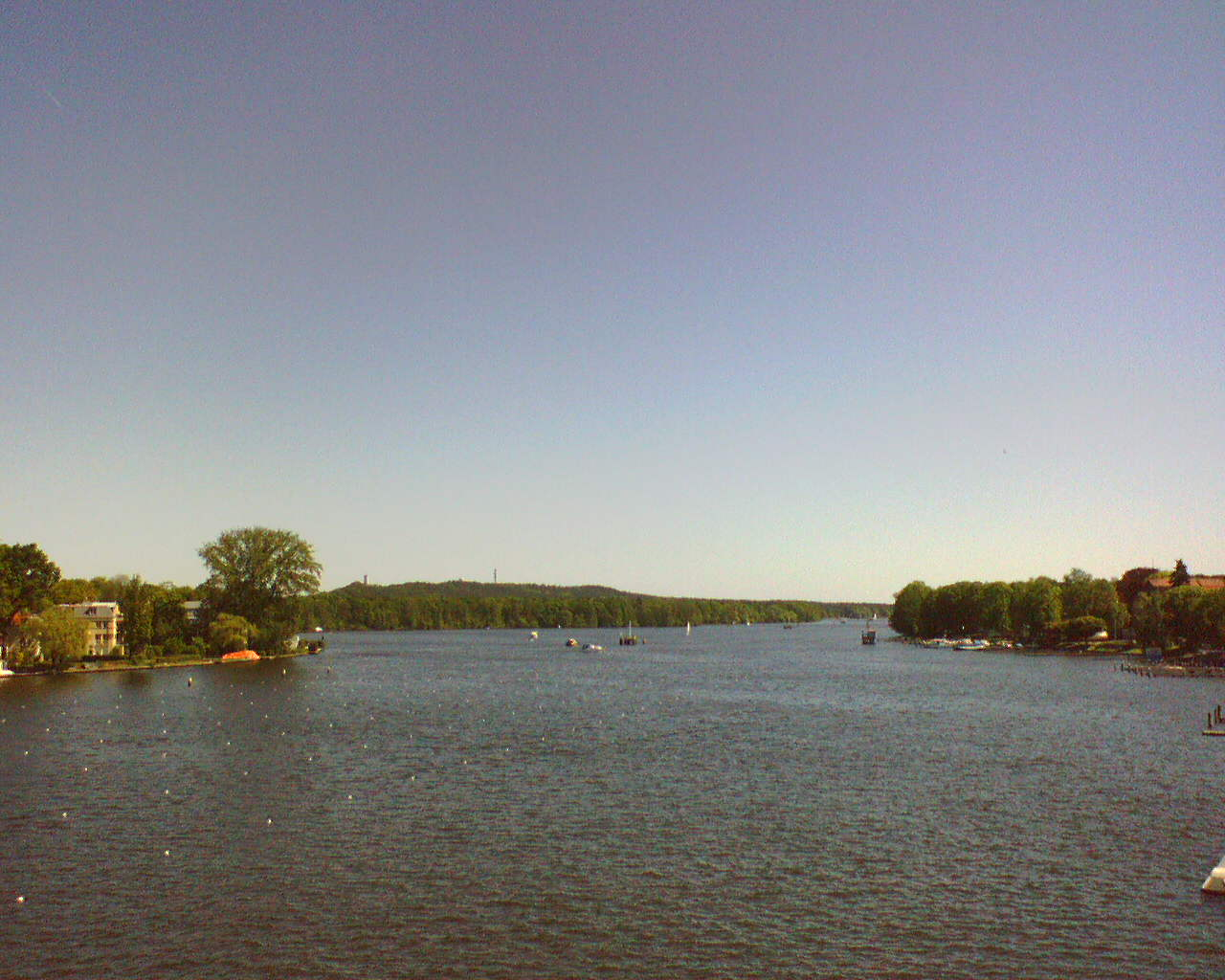
Ansicht Langer See von der Regattastrecke in Richtung der Müggelberge

Der See, der eher eine Seenkette darstellt, hat seinen Beginn im Seenkreuz bei Schmöckwitz und nach nordwestlichem Verlauf sein Ende an der Köpenicker Altstadtinsel, wo die Dahme in die Spree mündet. Der etwa zwei Kilometer lange Bereich zwischen den Einmündungen von Teltowkanal (Grünau) und Müggelspree (Köpenick) wird wieder als Dahme und nicht weiter als Langer See bezeichnet.
Der Lange See zwischen Seenkreuz und Teltowkanal ist Bestandteil der Bundeswasserstraße Spree-Oder-Wasserstraße der Wasserstraßenklasse Va; zuständig ist das Wasserstraßen- und Schifffahrtsamt Spree-Havel.
Im Langen See gibt es drei Inseln:
- Großer Rohrwall
- Kleiner Rohrwall
- Rohrwallinsel

Zwei weitere Inseln im Südosten an der Grenze zum benachbarten Seddinsee sind Werderchen und Weidenwall. Sie werden zu letzterem See gerechnet. Am Langen See befinden sich die Regattastrecke Berlin-Grünau, das Strandbad Grünau und das Seebad Wendenschloss. Darüber hinaus haben sich dort viele Bootshäuser und Ausflugsgaststätten wie beispielsweise der „Schmetterlingshorst“ angesiedelt.
Zwischen Grünau (Wassersportallee) und Wendenschloß (Müggelbergallee) verkehrt ganzjährig die BVG-Fähre F12, zwischen Müggelheim/Krampenburg und Schmöckwitz (Zum Seeblick) überquert im Sommerhalbjahr die Fährlinie F21 den Langen See. Die Schmöckwitz–Grünauer Uferbahn führt zwischen Grünau und der Halbinsel Richtershorn entlang zum Südufer des Sees.